# 史蒂芬·安布羅斯
史蒂芬·愛德華·安布羅斯（英語：Stephen Edward Ambrose，1936年1月10日—2002年10月13日）是美國著名的歷史學家及傳記作家，曾替艾森豪及尼克森兩位美國總統撰寫傳記，而且他長時間擔任紐奧良大學的名譽歷史學教授。1994年，他出版了一本有關諾曼第登陸的歷史書，隨即成為暢銷作家，第56屆金球獎最佳電影《搶救雷恩大兵》亦邀請安布羅斯擔任歷史顧問。2002年，安布羅斯因肺癌在聖路易灣一家醫院病逝。